# Pacotine
Pour les articles homonymes, voir Dubuis.
Pacotine, de son vrai nom Marianne Dubuis née le 14 juin 1982 à Charleroi (province de Hainaut), est une autrice de bande dessinée et illustratrice belge francophone.

## Biographie
Marianne Dubuis naît le 14 juin 1982 à Charleroi.
Elle se forme artistiquement à l'École nationale supérieure des arts visuels de La Cambre à Bruxelles en option cinéma d’animation. Elle en sort diplômée.
Elle travaille comme illustratrice pour la presse et pour des publications jeunesse et applique plusieurs techniques. Avec Pauline Perrolet, elle réalise le premier tome de la série de bandes dessinées Mes psycho BD, sur les petits et grands enjeux psychologiques du quotidien publiée aux Éditions Jungle, pour lesquelles elle dessine également le troisième volet de l'adaptation en bande dessinée de l'essai Les hommes viennent de Mars, les femmes viennent de Vénus de John Gray. Elle réalise également la bande dessinée jeunesse Nanny Mandy avec le scénariste Joris Chamblain pour Kennes Éditions de 2015 à 2020 et une intégrale en 2021.
Comme illustratrice, elle réalise la série de livres jeunesse écrits par Catherine Kalengula publiés dans la collection « Bibliothèque rose » aux éditions Hachette Jeunesse depuis 2016.
En 2024, elle réalise le one shot Deux toits, un chez-moi ? sur un scénario de Falzar dans la collection « Ensemble » aux éditions Kennes et qui met en scène quatre adolescents fréquentant le même établissement scolaire,.
En outre, elle réalise l'affiche du 2e festival BD Cast'in bulles de Saint-Cast-le-Guildo en 2017.
Elle fait partie du Collectif des créatrices de bande dessinée contre le sexisme. 

### Vie privée
Elle demeure à Sclayn en 2020.

## Œuvres

### Publications

#### Mes psycho BD
- 1. Débordée, moi ? Plus jamais ![4],[11],[12], Éditions Jungle, Bruxelles, 4 septembre 2013
Scénario : Pauline Perrolet - Dessin : Pacotine - Couleurs : quadrichromie -  (ISBN 978-2-8222-0399-9),réédition en 2014 dans le cadre des 48hBD.  (ISBN 978-2-8222-0804-8)
- 2. Bye bye les complexes !, Éditions Jungle !, Bruxelles, 2 avril 2014
Scénario : Sabine Duhamel - Dessin : Pacotine - Couleurs : quadrichromie -  (ISBN 978-2-8222-0423-1)

#### Les Hommes viennent de Mars, les femmes viennent de Vénus
- 3. Réussissent ensemble !, Éditions Jungle/Michel Laffont, Loverval, 29 septembre 2014
Scénario : Jif - Dessin : Pacotine - Couleurs : Nathalie Jomard -  (ISBN 2822203989),Adaptation de John Gray.

#### Nanny Mandy
- 1. Mathis et le Grand Trésor[5], Kennes Éditions, Gerpinnes, 16 septembre 2015
Scénario : Joris Chamblain - Dessin : Pacotine - Couleurs : Virginie Blancher -  (ISBN 9782875801050)
- 2. Antoine aime tout ce qui brille, Kennes Éditions, Gerpinnes, 21 septembre 2016
Scénario : Joris Chamblain - Dessin : Pacotine - Couleurs : Virginie Blancher -  (ISBN 9782875802668)
- 3. Dans le cœur de Célia, Kennes Éditions, Gerpinnes, 8 janvier 2020
Scénario : Joris Chamblain - Dessin : Pacotine - Couleurs : Hélène Lenoble -  (ISBN 9782875806543)
- Int. Nanny Mandy[6], Kennes Éditions, Gerpinnes, 8 septembre 2021
Scénario : Joris Chamblain - Dessin : Pacotine - Couleurs : Virginie Blancher -  (ISBN 978-2-380-75490-2)

#### Deux toits, un chez-moi?
- Deux toits, un chez-moi[13],[14] ?, Kennes Éditions, coll. « Ensemble », Gerpinnes, 5 juin 2024
Scénario : Falzar, Laura Merla et Bérengère Nobels - Dessin : Pacotine - Couleurs : quadrichromie -  (ISBN 978-2-380-75940-2)

### Illustrations livres Jeunesse

#### Ma vie, mes copines
Liste non exhaustive
- 1. Vive la rentrée !, Catherine Kalengula (textes), Hachette Jeunesse, coll. « Bibliothèque rose », 14 septembre 2016  (ISBN 9782011801005) (OCLC 1198376330)
- 2. Le Délégué de classe, Catherine Kalengula (textes), Hachette Jeunesse, 1er août 2018 (ASIN B07G4B245S)
- 3. Le Voyage scolaire, Catherine Kalengula (textes), Hachette Jeunesse, 1er août 2018 (ASIN B07G4KN3DS)
- 4. La Fête des chatons !, Catherine Kalengula (textes), Hachette Jeunesse, 1er août 2018 (ASIN B07G4C5DZR)
- 5. L'Amoureux secret, Catherine Kalengula (textes), Hachette Jeunesse, coll. « Bibliothèque rose », 3 mai 2017  (ISBN 9782016255520) (OCLC 1335133737)
- 6. La Dispute, Catherine Kalengula (textes), Hachette Jeunesse, coll. « Bibliothèque rose », 6 septembre 2017  (ISBN 9782017020899) (OCLC 1128101454)
- 7. La Soirée pyjama, Catherine Kalengula (textes), Hachette Jeunesse, coll. « Bibliothèque rose », 29 novembre 2017  (ISBN 9782017034865) (OCLC 1335131501)
- 8. La Nouvelle Chloé, Catherine Kalengula (textes), Hachette Jeunesse, coll. « Bibliothèque rose », 7 février 2018  (ISBN 9782016271513) (OCLC 1134685913)
- 9. Tous en scène !, Catherine Kalengula (textes), Hachette Jeunesse, coll. « Bibliothèque rose », 16 mai 2018  (ISBN 9782017040286) (OCLC 1335133463)
- 10. Au centre équestre, Catherine Kalengula (textes), Hachette Jeunesse, coll. « Bibliothèque rose », 4 juillet 2018  (ISBN 9782017048794) (OCLC 1335136543)
- 11. Le Concours de gâteaux, Catherine Kalengula (textes), Hachette Jeunesse, coll. « Bibliothèque rose », 5 septembre 2018  (ISBN 9782017061359) (OCLC 1402175040)
- 15. En colonie de vacances, Catherine Kalengula (textes), Hachette Jeunesse, coll. « Bibliothèque rose », 26 septembre 2019  (ISBN 9782017097457) (OCLC 1108718677)
- 31. Vacances à la mer, avec Marco Albiero, Catherine Kalengula (textes), Hachette Jeunesse, coll. « Bibliothèque rose », 28 juin 2023  (ISBN 9782017883425) (OCLC 1394353849)
- 32. La Chaîne du collège, avec Marco Albiero, Catherine Kalengula (textes), Hachette Jeunesse, coll. « Bibliothèque rose », 11 octobre 2023  (ISBN 9782017246015) (OCLC 1405428360)

#### Livres
: document utilisé comme source pour la rédaction de cet article.
- Philippe Mellot, Michel Denni, Laurent Turpin et Isabelle Morzadec, Trésors de la bande dessinée : BDM 2023-2024 - Catalogue encyclopédique et Argus, Paris, Les Arènes, novembre 2022, 23e éd., 1677 p., ill. ; 23 cm (ISBN 9791037507280, OCLC 1351462460, présentation en ligne), p. 823, 881. .

#### Articles
- Alexis Seny, « Vidéo et images : BD: Pacotine anime Nanny Mandy de bonnes intentions », L'Avenir,‎ 9 janvier 2020 (lire en ligne ).

#### Interviews
- Pacotine (interviewée par Alexis Seny), « Pacotine dessine la nounou rêvée : « Nanny Mandy voit les choses autrement, ce qui lui donne les armes pour aider les enfants » », Branchés Culture,‎ 25 janvier 2020 (lire en ligne, consulté le 6 novembre 2023).

### Vidéographie
- [vidéo] « Interview-dédicace avec Pacotine pour Nanny Mandy », sur YouTube, 24 janvier 2020